# Diogo Leão
Diogo Feijóo Leão Campos Rodrigues (10 de fevereiro de 1986) é um deputado e político português. Ele é deputado à Assembleia da República na XIV legislatura pelo Partido Socialista. Possui uma licenciatura em História com minor em Ciência Política.